# Église Saint-Louis de Brest
Pour les articles homonymes, voir Saint-Louis et Église Saint-Louis.
L'église Saint-Louis de Brest est un monument de style moderne érigé pendant la reconstruction de Brest, après la Seconde Guerre mondiale sur les ruines de l'ancienne église du même nom, construite entre 1686 et 1785. L'église est consacrée à Saint Louis, roi de France. Œuvre des architectes Michel, Lacaille,  Lechat, Perrin-Houdon et Weisbein, elle est la plus grande église française reconstruite après-guerre, et est inscrite au titre des monuments historiques en 2018.

## L'église Saint-Louis primitive
L’ancienne église est construite à partir de 1686 et consacrée en 1702 ; mais elle n'est achevée qu'en 1785. Siméon Garangeau, Amédée François Frézier et Pierre-Joachim Besnard furent à tour de rôle chargés du projet. L’édifice final était très éloigné des premiers plans. Cet édifice remplaça la vieille église des Sept-Saints, correspondant à la paroisse initiale de Brest et qui cessa d'être vouée au culte avant d'être détruite par un incendie en 1841. 
Garangeau en avait dessiné les plans en 1688, mais les travaux furent bloqués par une procédure des jésuites qui se considéraient propriétaires de l'église. Quand les travaux purent reprendre, en 1742, les plans de Garangeau furent appliqués, mais Frézier put réaliser le baldaquin du maître-autel selon ses propres goûts. Il le plaça, selon son désir, au milieu du chœur, et utilisa pour le supporter quatre superbes colonnes monolithes de marbre cipolin à veines concentriques, dessinant comme un oignon tranché, qui provenaient des ruines de Leptis Magna. Louis XIV en avait reçu un lot de Libye en 1689, au temps de sa splendeur, mais quatre d'entre elles furent « oubliées », ne furent pas utilisées à Versailles, et Frézier les obtint. Terminé en 1758, le baldaquin de l'église Saint-Louis, œuvre d'architecture religieuse de la maturité de Frézier — il avait 76 ans en 1758 — fut fort loué par les contemporains à la fois pour son appareil et pour son esthétique. Le tableau Le Martyre des Maccabées, provenant du maître-autel de l'ancienne église des Sept-Saints s'y trouvait. La présence de ce tableau dans l'ancienne église des Sept-Saints illustre les confusions qui se sont produites au fil du temps entre plusieurs récits plus ou moins légendaires de « Sept Saints », les Sept saints fondateurs de la Bretagne, les Sept Saints de la Rade de Brest, les Sept Saints enfants de sainte Félicité, les Sept Saints de Tibur enfants de sainte Symphorose et saint Gétule. Gravement endommagée par les bombardements pendant la Seconde Guerre mondiale ainsi que par les représailles de l'occupant, durant l'été 1944, l’église sera finalement rasée pendant la Reconstruction.
Wiki-Brest présente une modélisation en 3D de l'ancienne église.

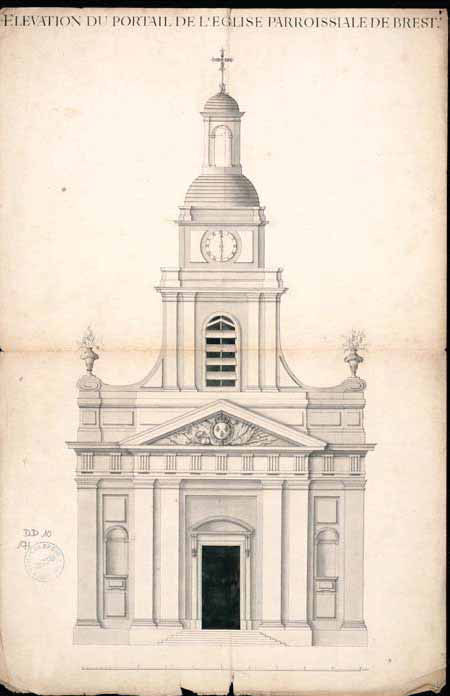
projet de façade vers 1686-1702
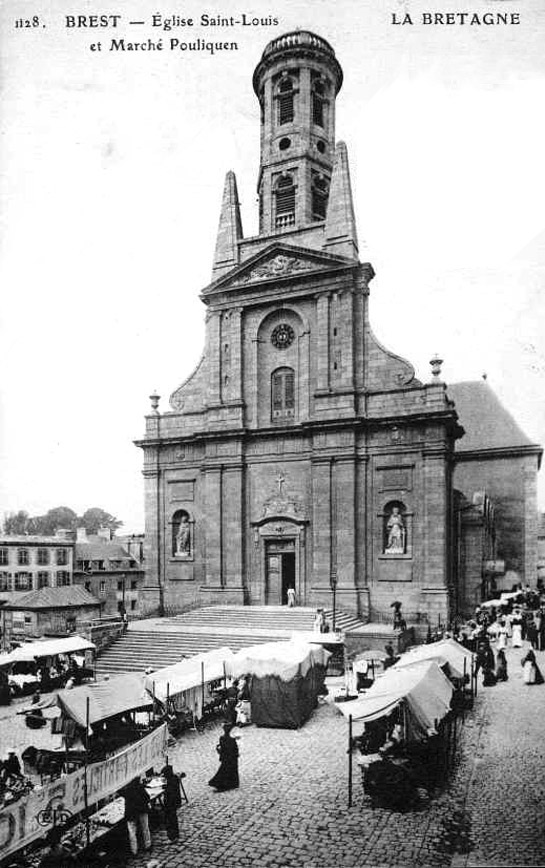
Église Saint-Louis avant 1944
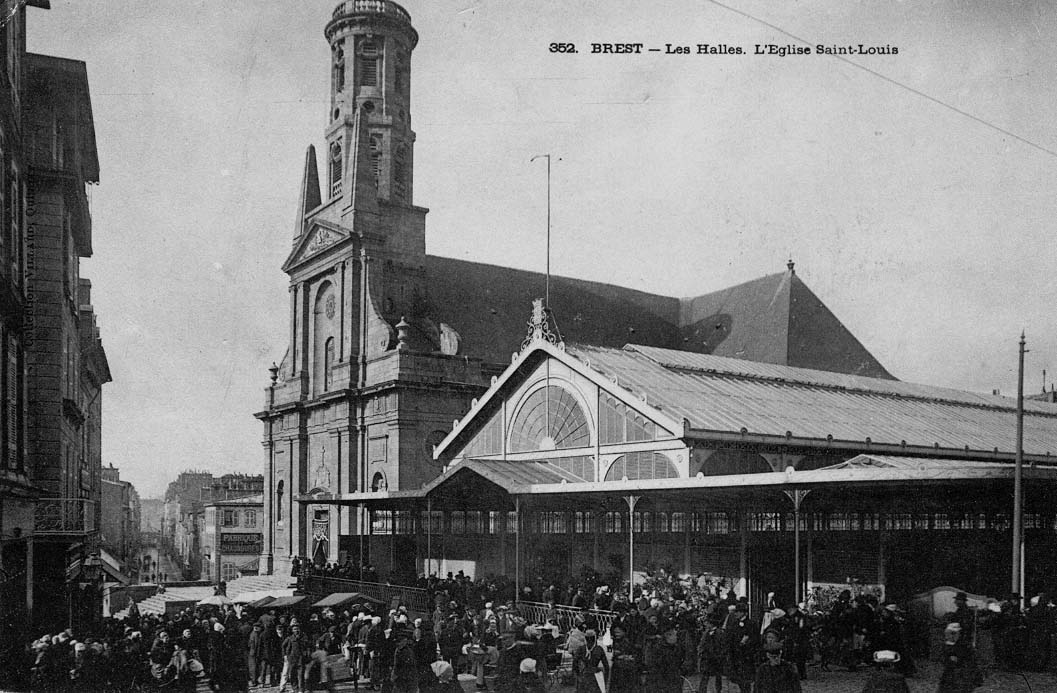
Vue de l'ancienne église Saint-Louis, des halles du même nom, de la place Étienne Dolet et la rue Keravel.
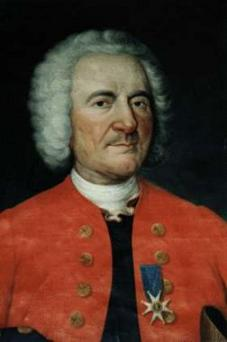
Amédée François Frézier, un des architectes responsables de l'église et concepteur du baldaquin_

## L'église Saint-Louis duXXesiècle
La nouvelle église est construite entre 1953 et 1958 après concours par le groupe d'architectes Yves Michel, Jean Lacaille, Jacques Lechat, Yves Perrin-Houdon et Hervé Weisbein. Elle est 10 mètres au-dessus de l'ancienne dont quelques ruines sont toujours visibles dans les sous-sols de l'édifice actuel. L'église Saint-Louis est la plus grande église française reconstruite après-guerre. André Quélen, futur évêque de Moulins, en fut le curé dans les années 1960.
D’architecture très verticale, l’église Saint-Louis s’inspire d'églises modernes de la Suisse germanophone, notamment de la Antoniuskirche et de la Allerheiligenkirche, toutes deux à Bâle ; de dimensions imposantes, l’édifice est long de 95 mètres, large de 27 mètres et haut sous la voûte de 24,5 mètres ; flanqué d’un imposant clocher en béton armé - dont la taille fut réduite par rapport aux premières esquisses - à l'élan coupé par un lanterneau de cuivre d’un côté et de son baptistère de l’autre; une baie percée au-dessus de la nef vient éclairer le maître-autel. Son parement de pierre de Logonna contraste avec ses parois de béton et le mur Ouest, presque aveugle, répond au mur-verrière Est dans une symbolique du Mal et du Bien ; le mur Ouest est aussi aveugle en raison des intempéries. Les portes rouges rappellent le sang des Brestois morts pendant la guerre ; la forme des portes évoque celle des portes de sous-marin : il s'agirait d'un rappel de l'histoire maritime de Brest. À noter que les deux fines colonnes à l’entrée n'ont pas reçu leur habillage en cipolin vert pour des raisons budgétaires.
Bien que l’édifice reste controversé et d'une certaine manière inachevé avec son clocher tronqué et certains habillages manquants, la nouvelle église Saint-Louis est un des rares bâtiments du Brest reconstruit dont la conception fit preuve de volonté architecturale et de novation : l’art moderne omniprésent à l'intérieur de l'église y est particulièrement soigné avec notamment le maître autel et le calvaire surmontant le sanctuaire, réalisés par Philippe Kaeppelin, l'autel de la chapelle du Saint-Sacrement (du même sculpteur), la tapisserie de Jean Olin (tendue au-dessus de l'autel) pour la chapelle du Saint-Sacrement, et les vitraux qui constituent un point fort de l'ensemble : sur le côté nord-est de la nef, ceux de Maurice Rocher représentant quatre saints bretons (Pol de Léon, Corentin, Guénolé, Yves) et sept autres saints et prophètes; ceux de Paul Bony, Jacques Bony et Léon Zack respectivement dans le chœur, le côté sud-ouest de la nef et la chapelle du Saint-Sacrement.

### Calice volé puis retrouvé
Le calice a une histoire bien particulière qui se rattache aux heures les plus dramatiques de l'histoire récente de Brest. Le calice a été fabriqué avec l'or et l'argent des bijoux que portaient les victimes de l'abri Sadi-Carnot. Après le drame, on recueillit l'or et l'argent des bijoux des victimes. Les familles avaient émis le souhait qu'avec l'argent massif soit fabriqué un calice orné des pierres précieuses récupérées dans l'abri.
Le calice, volé le 15 janvier 2008, a été retrouvé quelques jours plus tard grâce à la vigilance d'un antiquaire,.

### Chemin de croix
Le chemin de croix a été livré en avril 2017. Ce dernier est l'œuvre de Marion Le Bec. Cette dernière explique que le film La Passion du Christ de Mel Gibson l'a inspirée. Ce chemin de croix se distingue par une station supplémentaire : la station numéro 15 sur le thème de la Miséricorde.